# Gyalog galopp
A Gyalog galopp (eredeti cím: Monty Python and the Holy Grail) 1975-ben bemutatott egész estés brit filmvígjáték, amely Monty Python társulat alapján készült. Az alkotást a következő évben mutatták be, először az Amerikai Egyesült Államokban, majd az Egyesült Királyságban. Az öt hét alatt készített film az abszurd angol humor leghíresebb társulatának kultuszfilmje lett, forgatókönyve alapján 2005-ben musical készült Spamalot címmel, többször kiadták DVD-n, szövegkönyve megjelent nyomtatott formában, zenéje pedig CD-n.
A filmet alig 230 ezer fontból, a pénzhiányból adódó nehéz körülmények között forgatták. A film elkészítését a kor nagy zenekarai és lemezstúdiók anyagilag támogatták, mert a pénzt leírhatták az adójukból. Annyi minden hátráltatta a forgatást, sőt a stáb is rendkívül leterhelt volt miatta, hogy először hatalmas bukásra gondolt mindenki. Az alacsony költségvetés ellenére a Gyalog galopp nagyszerűen megidézte az emberek fejében élő középkort, és a költségkímélés érdekében kitalált „ló nélküli lovaglás” a film egyik meghatározó motívuma lett. A lovagok végig így közlekednek a filmben, erre utal a magyar cím is.
A társulat minden tagja több karaktert személyesített meg a filmben. Michael Palin játszotta a legtöbbet, 12-t, a legkevesebbet, négyet pedig Graham Chapman. A statiszták egyetemisták, illetve a forgatási helyszíneken feltűnő turisták voltak.
A történet alapja Artúr király és a Kerekasztal lovagjainak legendás vándorútja, amelynek célja, hogy megtalálják a Szent Grált. A Gyalog galoppban a felhőkből kitekintő Úr ad utasítást Artúrnak és lovagjainak a kehely felkutatására. A Gyalog galopp abszurd, vicces jelenetek során mutatja be Artúr és lovagjai hányattatását. A vizuális és szöveges poénok gyakran a teljesen különböző, össze nem illő dolgok ütköztetésére épülnek, mint például a középkorban elképzelhetetlen vitákra az osztályharcról vagy a különböző hőmérsékleti zónákról.
„A komolyság, amellyel a szereplők a karaktereket alakítják, például ahogy megjátsszák a lovaglást, miközben segédeik kókuszhéjakat zörgetnek, teszi a poénokat viccesebbé. (...) Úgy tűnik, a füstös tájak, a sáros helyszínek és a természetes megvilágítás pontosan ragadta meg a középkort. A jelmezek és sminkek szintén azt a koncepciót támasztották alá, hogy a karakterek egy durva világban próbálják létezésüket kiteljesíteni” – írta David Morgan a Gyalog galoppról.
A film két idősíkban játszódik, a középkorban és a jelenben. A két sík – a Szent Grál keresése, illetve egy történész gyilkosa után folyó nyomozás – az utolsó jelenetben ér össze. A filmben Terry Gilliamre jellemző egyedi, a Monty Python más munkáiból ismert animációs jelenetek is szerepelnek. Darl Larsen a Monty Python, Shakespeare and English Renaissance Drama (A Monty Python, Shakespeare és az angol reneszánsz dráma) című könyvben arról ír, hogy az idősíkok, az élő szereplős és animációs részek keverése, a „kibeszélés” a filmből, az azt jellemző sorozatos önreflexitás folyamatosan emlékeztetik a nézőt, hogy nem a valóságot, hanem annak egy megrendezett formáját látják, egy olyan valóságot, amelyet bármikor meg lehet szakítani.
A film magyar szinkronja és az eredeti angol verzió között számos eltérés van. A cselekmény ismertetésekor a szócikk a magyar szinkront veszi alapul, mert egyes tulajdon- és köznevek annak alapján rögzültek a magyar nyelvterületen.

## Cselekmény
932-ben Angliában Artúr király lovaglást utánozva gyalogol, és ehhez szolgája kókuszokat rázva adja a patkódobogás hangját. Egy várhoz érve a falon kinéző katonának elmondja célját: lovagokat keres, akik elmennének vele Camelotba. Hosszas és értelmetlen vita után Artúr továbbindul.
Artúr egy sáros, nyomorult faluban látja, ahogy az elhunytakat (és a leendő halottakat) gyűjtik össze egy kordén, majd továbbhaladva egy erdőben a Fekete Lovag elállja az útját. Összecsapnak, a király a lovag valamennyi végtagját levágja, majd torzóját, amely dühödten kiabál utána, otthagyja.
A következő faluban a király találkozik Bedevere-rel, aki meg akar menteni egy boszorkánysággal vádolt nőt, akiről azonban bebizonyosodik, hogy tényleg boszorkány. Artúr lovaggá üti Bedevere-t, és elhívja magával Camelotba. Ezután megnyílik a Filmek könyve, amely bemutatja a többi lovagot – Sir Lancelot, Sir Bors, Sir Robin és Sir Galahad –, aki csatlakozik a királyhoz. A társaság megérkezik Camelotba, de egy zenés-táncos betét hatására inkább továbbmennek.
Egy felhőből kitekintve Isten megszólítja a királyt, és megbízza, hogy keresse meg a Szent Grált. A lovagok a kelyhet keresve eljutnak egy várhoz, amely a franciák kezében van. Sir Bedevere ötletére, a trójai faló mintájára készítenek egy hatalmas fanyulat, amit a gyanútlan franciák be is tolnak a várba, de a lovagok kívül maradnak, mert elfelejtettek elbújni a nyúlban. Ezután a másik idősíkban egy jelenkori történész Artúr királyról beszél, de egy arra lovagló páncélos karddal megöli.
A lovagok elválnak egymástól, és külön-külön erednek a kehely nyomába. Először a gyáva Sir Robin története következik, aki az erdőben találkozik az óriási, állandóan önmagával vitatkozó Háromfejű Lovaggal. Sir Galahad Rossznyavalya várba jut, ahol gyönyörű nők fogadják, akik alig várják, hogy ágyba bújhassanak vele. A korábban szüzességet fogadó lovag már-már enged nekik, de berontanak társai, és akarata ellenére kituszkolják. Artúr király és Sir Bedevere egy varázsló után tudakolózik, aki látta a Szent Grált, és tudja, hol van a barlang, ahova a lovagoknak el kell jutniuk. A ködös erdőben találkoznak a Lovagokkal, Akik Azt Mondják, Ni! Artúréktól egy rekettyést kérnek, hogy továbbengedjék őket.
Sir Lancelot története a Mocsár várban kezdődik. Az ottani uralkodó arra kényszeríti tutyimutyi fiát, hogy vegye el egy gazdag úr lányát. A herceg nyíllal segélykérő üzenetet lő ki, amelyet Sir Lancelot kap meg. A lovag lemészárolja a vidáman készülődő násznépet, hogy megmenthesse a levél küldőjét, akit nőnek vél.
Artúr és Sir Bedevere egy faluban beszerzi a rekettyést, és egy szózatot hallgatnak meg Rogertől, a rekettyéstől a gazdasági helyzetről. Artúr ezután elindul megkeresni a varázslót, aki tudhat a kehely hollétéről. Közben a másik idősíkon folyik a nyomozás a történész gyilkosa után.
Egy kietlen fennsíkon találkoznak Timmel, a varázslóval, aki elkíséri őket a Caerbannog-barlanghoz, amelyben egy feliratot találnak a kehely hollétéről. Az üreg bejáratát egy gyilkos nyúl őrzi, amelyet csak az Antiochiai Szent Kézigránáttal tudnak legyőzni. A barlangban megtalálják a feliratot, de az nem vezeti el őket a kehelyhez. Megtámadja őket Aaaaarrrrrrggghhh Legendás Fekete Szörnye, és csak az menti meg életüket, hogy közben az animáció rajzolója szívrohamban „meghal”.
Artúrék a Halál hídjánál bukkannak elő. A hídon csak az mehet át, aki megfelel az ott őrködő öregember kérdéseire. Lancelot, Artúr és Bedevere átjut a túlpartra. Ekkor a két idősík összeér, Sir Lancelotot rendőrök motozzák. Artúr és Bedevere egy tó partjára ér, és beszáll egy sárkányfejes vitorlásba, amely Avalonba, egy szigeten álló várhoz viszi őket. A várat, ahol a Szent Grált remélik, a korábban megismert franciák uralják. Amikor a két lovag támadásra készül, a távolban sok száz angol vitéz tűnik fel, de mielőtt a roham elérné az erődítményt, megjelennek a rendőrök, és letartóztatják a főhősöket a történész meggyilkolása miatt.

## Szereplők
| Szereplő                                          | Színész         | Magyar hang                                         |
| ------------------------------------------------- | --------------- | --------------------------------------------------- |
| Sir Bedevere, a bölcs                             | Terry Jones     | Bodrogi Gyula                                       |
| Dennis anyja                                      | Terry Jones     | Gálvölgyi János                                     |
| Herbert herceg                                    | Terry Jones     | Gálvölgyi János                                     |
| Bal fej                                           | Terry Jones     | Képessy József (eredeti) ? (bővített)               |
| Rajzfilm-karakter hangja                          | Terry Jones     | Kristóf Tibor                                       |
| Boszorkány a faluban                              | Connie Booth    | Kiss Mari                                           |
| Ess Neki                                          | Carol Cleveland | Dallos Szilvia (eredeti és bővített)                |
| Mindent Bele                                      | Carol Cleveland | Dallos Szilvia (eredeti és bővített)                |
| Öreg boszorka                                     | Bee Duffell     | Dallos Szilvia                                      |
| Történész                                         | John Young      | Rátonyi Róbert                                      |
| Felügyelő                                         | Roy Smith       | Gera Zoltán                                         |
| Vendég a mocsárvári esküvőn                       | N/A             | Gera Zoltán                                         |
| Artúr király                                      | Graham Chapman  | Mécs Károly                                         |
| Isten hangja                                      | Graham Chapman  | Képessy József (eredeti) ? (bővített)               |
| Középső fej                                       | Graham Chapman  | Kristóf Tibor (eredeti) ? (bővített)                |
| Mocsár vár őre (csuklós)                          | Graham Chapman  | (nem szólal meg)                                    |
| Sir Lancelot, a bátor                             | John Cleese     | Tordy Géza                                          |
| Harmadik paraszt                                  | John Cleese     | Tordy Géza                                          |
| A fecskeszakértő őr                               | John Cleese     | ?                                                   |
| Fekete lovag                                      | John Cleese     | Tahi Tóth László                                    |
| Gúnyolódó francia őr                              | John Cleese     | Tahi Tóth László                                    |
| Tim, a varázsló                                   | John Cleese     | Kristóf Tibor (eredeti) Varga Tamás (bővített)      |
| Öregember a 24. fejezetből (hídőr)                | Terry Gilliam   | Képessy József (eredeti) ? (bővített)               |
| Sir Bors                                          | Terry Gilliam   | ?                                                   |
| Balfi (Patsy)                                     | Terry Gilliam   | ?                                                   |
| Gorillakéz                                        | Terry Gilliam   | (nem szólal meg)                                    |
| Zöld Lovag                                        | Terry Gilliam   | (eredeti nyelven)                                   |
| Szervező                                          | Terry Gilliam   | ?                                                   |
| Sir Robin, a nem annyira bátor, mint Sir Lancelot | Eric Idle       | Tahi Tóth László                                    |
| A hullaszállító                                   | Eric Idle       | Tahi Tóth László                                    |
| Első paraszt                                      | Eric Idle       | Tahi Tóth László                                    |
| Mocsár vár őre                                    | Eric Idle       | Tahi Tóth László                                    |
| Fejbólintó                                        | Eric Idle       | Tahi Tóth László                                    |
| Roger, a rekettyetermesztő                        | Eric Idle       | Tahi Tóth László                                    |
| Maynard atya                                      | Eric Idle       | Tahi Tóth László                                    |
| Az első fecskeszakértő őr                         | Michael Palin   | Tahi Tóth László                                    |
| Sir Galahad, az érintetlen                        | Michael Palin   | Kern András                                         |
| Maynard atya fivére                               | Michael Palin   | Kern András                                         |
| Dennis                                            | Michael Palin   | Kern András (eredeti) Pusztaszeri Kornél (bővített) |
| Második paraszt                                   | Michael Palin   | ?                                                   |
| Jobb fej                                          | Michael Palin   | Tordy Géza                                          |
| Mesélő hangja                                     | Michael Palin   | Kristóf Tibor                                       |
| Mocsár vár királya                                | Michael Palin   | Képessy József                                      |
| A „Ni”-t mondó lovagok vezetője                   | Michael Palin   | Képessy József                                      |
| Történész felesége                                | N/A             | Czigány Judit                                       |
| Szerzetes mocsárvári esküvőn                      | N/A             | Huszár László                                       |
| Kelly, egyenruhás rendőr                          | N/A             | Ujréti László                                       |

## Előkészületek

A ló nélküli lovagok

1974-re a Monty Python társulat öt év közös munka után gyakorlatilag a szétesés szélén volt. Túl voltak három tévésorozaton, egy turnén és az And Now For Something Completely Different amerikai bukásán. John Cleese úgy döntött, hogy nem vesz részt a Repülő Cirkusz negyedik évadában. Ebben a nem túl biztató környezetben született a Gyalog galopp.
A Gyalog galopp a társulat első olyan filmje, amelynek cselekménye többé-kevésbé lineárisan elmesélhető. Később forgattak még ilyen filmet, mint például a Brian életét, de addig csak egy filmet készítettek, az And Now For Something Completely Different (szabad fordításban: És most valami teljesen más!), de az a televíziós műsoruk első két évadának legjobb – különálló, egymáshoz nem kapcsolódó – szkeccseiből állt össze.
A film 932-ben, illetve néhány jelenet erejéig a jelenben játszódik. Az eredeti tervek szerint a jelenkor szerepeltetése sokkal hangsúlyosabb lett volna, Artúr egyaránt kereste volna a Szent Kelyhet a középkori és a modern Londonban. A film a Harrod's áruházban, a Szent Grál-pultnál fejeződött volna be, míg Sir Galahadből ügyvéd lett volna Surreyben.
Gilliam és Jones viszont azt javasolta, maradjanak a középkorban, ugyanis mindkettőjükre nagy hatással voltak Pier Paolo Pasolini olasz rendezőnek a korban játszódó filmjei. Terry Gilliam egy interjúban elmondta: Pasolini némi mocsokkal valóságossá tette a látványt, annyira, hogy szinte szaga volt a filmjeinek. Felhívta a figyelmet, a lényeg az autentikus kinézeten, nem a pontosságon volt. Ebben az időben Terry Jones a Chaucher lovagjai – Egy középkori zsoldos portréja című könyvén dolgozott, és őt is magával ragadta a középkor.
Ezzel az „eredettörténettel” ellentétes beszámolót adott a forgatókönyv keletkezéséről 2012-ben Mark Forstater, a film producere. Forstater bírósághoz fordult annak érdekében, hogy részesüljön a Spamalot musical bevételeiből, és meghallgatásán azt mondta: a Gyalog galopp eredeti forgatókönyve egyáltalán nem volt annyira vicces, mint a végső változat, és a végeredmény neki köszönhető. Azt mondta, hogy a forgatókönyv szerint a film egyik fele Artúr királyról (King Arthur), másik fele, amely a jelenben játszódik, Király Artúrról (Arthur King) szólt volna. „Előálltam a javaslataimmal. Elmondtam nekik, hogy szerintem a kortárs anyag sokkal kevésbé vicces (...), és javasoltam, bővítsék az Artúr királyos részt. Minél több a középkor, annál viccesebb” – fogalmazott Forstater. A bírósági meghallgatásról beszámoló Telegraph szerint a hátsó padokban ülő Eric Idle ezt hangos hahotázással fogadta.
A csúfolódó franciák szerepeltetésének ötlete John Cleese-től származik, aki egy könyvben olvasott az ellenfeleket hergelő katonákról. Ezt kombinálták a filmben a római szokással, hogy hajítógépekkel döglött, oszlásnak indult állatokat lőttek be az ostromlott várakba, míg a védők ürüléket öntöttek a támadókra.

## Forgatás

### Költségvetés
Az alig 230 ezer fontos költségvetés nagyon szűkös volt. A befektetők között volt a Pink Floyd, a Led Zeppelin, a Jethro Tull, Elton John és a Genesis, valamint több lemezkiadó, az Island Records, a Chrysalis Records és a Charisma Records, filmstúdió viszont egy sem akadt, amely támogatta volna a projektet. A rocksztárok azért voltak ennyire adakozók, mert a gazdagok bevételét akár 90 százalékos adó is sújthatta, ezért keresték az adóleírási lehetőségeket. A kevés pénz miatt számos „fapados” megoldást alkalmaztak a film készítői, közülük némelyik ikonikussá vált. A lovagok például az eredeti tervek szerint lóháton közlekedtek volna, de állatokra nem jutott pénz, ezért kitalálták, hogy csak imitálni fogják a lovaglást, miközben kísérőik a patadobogás hangját utánozzák kókuszdióhéjakkal. Az utóbbi ötlet a BBC gyakorlatából jött, mert a rádióstúdióban így „készítettek” lódobogást.
A stábnak egy kamerája volt, amely az első forgatási nap első jelenetében (a Halál hídja) elromlott. Amikor sikerült ismét működésbe hozni, nem vette fel rendesen a hangot, ezért csak olyan felvételeket tudtak készíteni, amelyekben nem volt dialógus. Hazel Pethig jelmeztervező azt mondta, hogy mindössze egy fontot költhettek kosztümökként, a Monty Python tagjai pedig fejenként négyezer fontot kaptak.
Julian Doyle, a film gyártásvezetője egy interjúban elmondta, hogy az állandó pénzhiány szinte megoldhatatlan helyzetek elé állították a stábot. „Reggel ötkor elindultam a speciális effektusokért felelős John Horton társaságában a kisteherautómmal, hogy keressünk egy döglött bárányt. Az egyetlen, amelyet megszerezhettünk, már zöld és puffadt volt, ezért visszafelé úgy vezettem, hogy kidugtam a fejem az ablakon, és öklendeztem” – emlékezett vissza.
Olcsóbbá tették a forgatást az ismerősök, családtagok, alkalmi résztvevők is, például a boszorkányt John Cleese felesége, Connie Booth alakította. A Herbert herceg esküvőjén szereplő statiszták a várban megjelenő vállalkozó szellemű turisták voltak, akiket a producer kért fel a részvételre a filmben, míg az utolsó jelenetben felbukkanó hadsereg a Stirling-egyetem 175 diákjából állt; napidíjuk fejenként két font volt.

### Körülmények
A film bemutatásának 40. évfordulóján adott interjújában John Cleese gyötrelmesnek nevezte a forgatást. Visszaemlékezése szerint állandóan esett, és a forgatási napok végén csak azzal törődtek, hogy megnyerjék a visszajutási „versenyt” a hotelbe, mert a szálló túl kicsi volt ahhoz, hogy valamennyiüknek jusson melegvíz. Jelentősen nehezítette az előrehaladást, hogy a két társrendező sokat vitatkozott, valamint az alkoholista Graham Chapman rossz állapota.

### Helyszínek

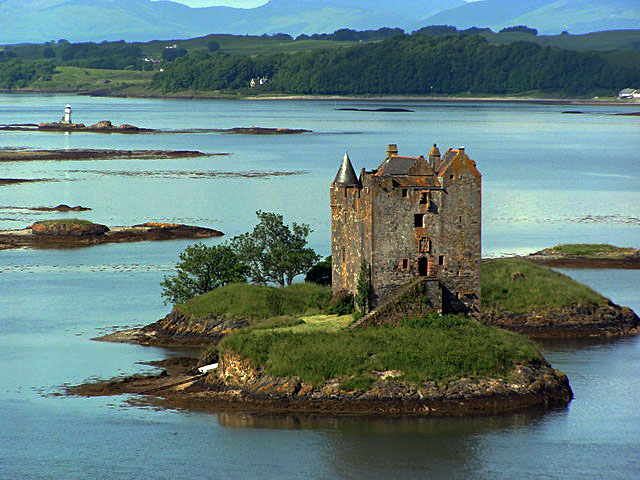
A Stalker-vár, az utolsó jelenet helyszíne

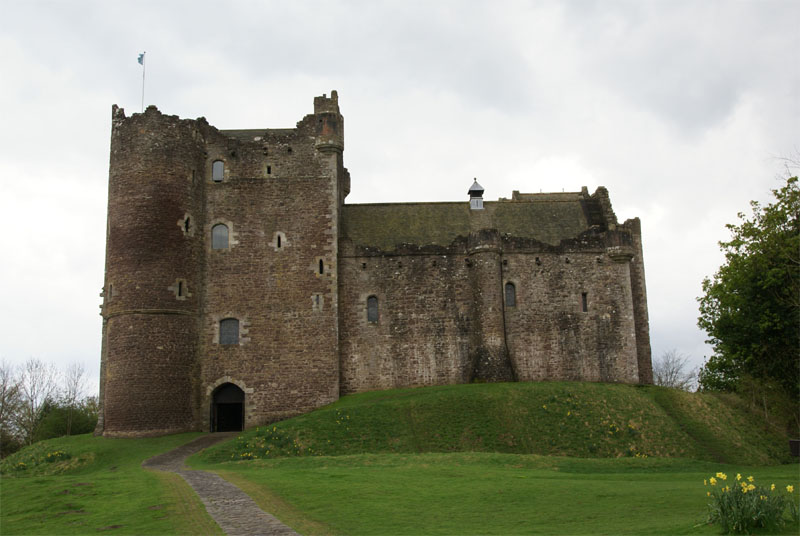
A doune-i vár, a visszatérő helyszín

A stábnak komoly gondja akadt a helyszínekkel. Terry Jones egy interjúban így beszélt erről: „Még ma is szorongással nézem a Gyalog galoppot, mert a forgatás és a vágás egy rémálom volt. Mindössze két héttel a forgatás megkezdése előtt (...) a skót környezetvédelmi hatóság megtiltotta, hogy a váraikat bármilyen, az épületek méltóságával összeegyeztethetetlen dologra használjuk. Attól féltek, hogy olyan helyeken fogunk viccelődni, amelyeket kínzásra és gyilkolásra építettek.”
A várjelenetek túlnyomó többségét végül két magánkézben lévő épületben és előtt (a doune-i vár és a Stalker-vár) vették fel. Camelot makettként jelenik meg, a forgatást többször meg kellett szakítani, mert a furnérlemezből készült építményt elfújta a szél. A filmben megjelenik a dél-walesi Kidwelly vár, illetve a Mocsár vári király váraként használt kelet-sussexi Bodiam vár, valamint az Arnhall vár romjai, ahol a történészt megöli a lovag. A film jelentős részét Skóciában, részben Glen Coe környékén forgatták.
A várkülsők és belsők mindazonáltal szinte teljes egészében a doune-i várban készültek, ez volt ugyanis az egyetlen 14. századi erődítmény, amelyben kedvük szerint forgathattak. Ez látható például az első jelenetben, amikor Artúr a fecskékről és tökökről vitatkozik, illetve itt forgatták a cameloti és Lépfene vári belső jeleneteket is.
A Sir Robin történetének elején látható sziklás táj, amely Ewing sötét erdejeként jelenik meg, igazából egy fénykép, amely az ausztráliai Mount Buffalo Nemzeti Parkban készült. A pénzhiány miatt némelyik jelenetet – harc a nyúllal, a lovagok behullása az Örök Kárhozat-szakadékba – Julian Doyle gyártásvezető hampsteadi otthonának közelében vették fel. Terry Gilliam mint rajzoló Henry Moore szobrászművész lányának dolgozószobájában kapott „szívrohamot”, a lovagok történetét felvezető könyv képsorait pedig Terry Gilliam nappalijának padlóján vették fel. A lapozgató női kéz feleségéé, Maggie Westoné, aki sminkesként dolgozott a Monty Pythonnal.

### Speciális kellékek
A lovagok történetét bemutató könyv jelenetében megjelenő gorillakezet Terry Gilliam vette egy vicces tárgyakat áruló londoni boltban, míg a Lovag, Aki Nincs Jelen a Filmben fotója Michael Palin fiáról, Thomasról készült. Michael Palinnek sarat kellett ennie a pestises faluban, ezért csokoládéból készítettek neki műföldet, de a sokadik felvételre elvesztette, és John Cleese elmondása szerint emiatt hisztérikusan ütötte a talajt. A kész filmbe a sárevés nem került bele. A felhők közül Artúr királyt megszólító Isten arca egy híres angol krikettjátékos, William Gilbert Grace fényképének felhasználásával készült.

### Zene
A Gyalog galopp dalait Neil Innes szerezte, aki korábban már dolgozott együtt a Monty Python-csoporttal a Repülő Cirkusz több részében. A filmben több kisebb szerepben is feltűnik, például ő az a férfi, aki a kacsáját kölcsönadja a boszorkánymérlegeléshez. Két dal van a filmben, az egyik a cameloti lovagok vidám nótája, a másik Sir Robin kísérőjének – ura gyávaságáról szóló – éneke. Az előbbiben hangzik el a film alapján készült musical címadó szóösszetétele is (We dine well here in Camelot/ We eat ham and jam and spam a lot) Camelot rímeként.

## Fogadtatás
A filmet többször megvágták, mielőtt először bemutatták a Los Angeles-i Filmex-fesztiválon, majd 1975 tavaszán New Yorkban. Az első ezer vásárló – a filmben a patkódobogás hangjának utánzásához használt – kókuszdiót kapott jegye mellé. A következő hónapban Londonban is bemutatták a Gyalog galoppot. A film cannes-i bemutatóját bombafenyegetés miatt rögtön az elején meg kellett szakítani, a nézők közül többen azt hitték, hogy a mozi kiürítése is része a Monty Python-film vetítésének, az amerikai forgalmazó, a Cinema 5 narkolepsziás vezetője, Don Rugoff pedig elaludt az első vetítésen. Elvis Presley nagy rajongója volt a filmnek, saját kópiája is volt, amelyet ötször nézett meg Graceland nevű birtokán.
Szintén 1974-ben mutatták be a francia rendező, Robert Bresson Lancelot, a Tó lovagja című filmjét, és Terry Gilliam úgy emlékezett vissza, hogy a nézők – a Gyalog galopp hatására – nem tudták visszatartani kuncogásukat a komoly hangvételű alkotás vetítése alatt. Ugyanebből az okból a The New York Times kritikusa is azt javasolta az olvasóknak 1975-ben, hogy ha kíváncsiak Bresson művére, akkor előbb azt nézzék meg, és csak utána a Monty Python-filmet, mert az összehasonlítás „halálos a nagy francia rendező munkájára”.
Mindazonáltal a film nem egyszerűen, hétköznapi értelemben véve vicces. Sajátos, abszurd humoráról Takács Ferenc így írt a Filmvilágban: „Szabadon és szeszélyesen – azaz bármiféle kivehető cél vagy logika híján – tolakodnak be a választott kerethez tartozó látványvilágtól idegen, önmagukban viszont szintén erős és jellegzetes (és a nézőt éppen ezért abszurdan céltalan váltásokra kényszerítő) másféle filmstílusok. (...) Camelot várában egy filmmusicalből hirtelen idetévedt női tánckar készül Arthur király és kísérete fogadására, majd ugyanilyen érthetetlen módon el is tűnik a Gyalog-galoppból. Minden ötlet szigorúan ötletszerű, Monty Pythonék egyikből sem csinálnak rendszert.”
Rebecca Housel író a film viccessége helyett éppen komolyságát emelte ki. Azt állította, hogy a film legalább annyira az 1970-es évek dokumentuma, mint a középkori kultúra szatírája. Szerinte a film készítői Artúr királyt és lovagjait felhasználva koruk politikai, vallási és szexualitással kapcsolatos kérdéseire reflektáltak. Hasonlóan írt erről Takács Ferenc is, aki szerint a Gyalog galoppban, csakúgy, mint a társulat más filmjeiben, magasztos, hősi történetek forrnak egybe a kisszerű és prózai élet elemeivel, és „Arthur király lovagjai a hősi mezben is voltaképpen gyáva kisemberek, s emelkedett párbeszédek helyett huszadik századi banalitásokkal traktálják egymást”.
A Gyalog galopp hatalmas anyagi és kritikai siker lett világszerte, aminek köszönhetően a Monty Python mint társulat és tagjai is ismertté váltak. A film mozibevétele jóval meghaladta a másfél millió dollárt. Négy DVD-kiadása jelent meg (1999, 2001, 2006 és 2015) extrákkal, az eredetiből kimaradt felvételekkel. A Bravo magazin listáján, amely a száz legviccesebb filmet sorolja fel, a negyvenedik helyre került, a Total Film magazin az ötödik legmulatságosabb alkotásnak választotta, a Hollywood Reporter 2014-es százas, a filmváros legkedvesebb filmjeit felsoroló listáján pedig – amelyet amerikai profi filmesek állítottak össze – a 68. helyen végzett. Ez a második legmagasabb pozíció, amelyet nem hollywoodi film elért.

## Más kiadások
A filmből videojáték, valamint Spamalot címmel musical is készült, amely 2005-ben Tony-díjat nyert. A film alapján számos könyv jelent meg, zenéjét pedig CD-n is kiadták.
A 2001-es DVD-kiadásban látható a Rossznyavalya várában felvett jelenet, amelyben a Dingót alakító Carol Cleveland többek között kiszól a nézőkhöz: „Úgy gondolják, hogy ezt a jelenetet ki kellett volna vágni?” A képsort az eredeti amerikai változatból valóban kivágták.
2015-ben, a film bemutatásának negyvenedik évfordulóján ismét kiadták a Gyalog galoppot DVD-n, kiegészítve további jelenetekkel, amelyek korábban kimaradtak. A társulat október 14-én 14 percnyi „elveszett” animációt hozott nyilvánosságra honlapján. Ezeket készítőjük, Terry Gilliam így ajánlotta a nézők figyelmébe: „Valószínűleg az új animáció az egyetlen ok a film új Blu-ray verziójának megvásárlására. Valójában ez régi animáció, de kivágták a csapat irigyebb tagjai, akik így próbáltak meg elnyomni egy fiatal, tehetséges illusztrátort.”
Gilliam az új kiadásban elmondta, hogy a film animációjához egy könyvből merítette az ihletet, amelyben a középkori kéziratok margóján található rajzokat gyűjtötték egybe. Úgy fogalmazott, hogy megfogták a fantasztikus figurák, furcsa fenevadak és gyönyörű virágok, amelyeket a „nyilvánvalóan unatkozó szerzetesek” rajzoltak a papír szélére.

## Magyar szinkron, fordítás
A Gyalog galoppot 1977-ben mutatták be Magyarországon. A filmhez olyan színészek adták hangjukat, mint Bodrogi Gyula, Kern András, Képessy József, Mécs Károly, Rátonyi Róbert és Tordy Géza. Érdekesség, hogy a hangokat nem feltétlenül rendelték a színészekhez, így például Terry Jones megszólalt Bodrogi Gyula, Gálvölgyi János, Kristóf Tibor és Képessy József hangján is a különböző szerepekben.
Galla Miklós, aki 2004-ben újrafordította a szöveget, ezt írta a munkájához kapcsolt előszóban: a fordítás „súlyos visszaélés (...) azzal a ténnyel, hogy a magyar közönség túlnyomó többségének nem volt módja összehasonlítani a fordítást az angol szöveggel”.
A filmben hallható fordítás és az eredeti szöveg között komoly eltérések vannak, például a Ni-lovagok nem rekettyést, hanem díszcserjeágyást kérnek, a lódobogást utánzó kókuszokat pedig töknek keresztelték át.

### Kötetek magyarul
- Gyalog-galopp – Filmregény, fordította és átdolgozta: Tóth Tamás, Tóth Tamás, Budapest, 1997
- Monty Python és a Szent Kehely – A film teljes szövegkönyve, szöveg: Graham Chapman et al., fordította: Galla Miklós és  Bárány Ferenc, Cartaphilus, Budapest, 2004
- Monty Python önéletrajz, szerkesztette: Bob McCabe, fordította: Baló András Márton, Cartaphilus, Budapest, 2008
- David Morganː Itt a Monty Python beszél!, fordította: Bori Erzsébet és Kövesdi Miklós Gábor, Gabo, Budapest, 2015

## Hanganyag magyarul
- Eric Idle–John Du Prez: Spamalot – Monty Python lefordíthatatlan című musicalje, amely a világhírű Gyalog Galopp címen ismertté vált filmből, gyengéd érzéssel lenyúlatott, Madách Színház, Budapest, 2009